# Kunovice (Vsetín)
Kunovice (in tedesco Kunowitz) è un comune della Repubblica Ceca facente parte del distretto di Vsetín, nella regione di Zlín.